# Крейл (Шотландия)
Крейл (англ. Crail, гэльск. Cathair Aile) — бывший королевский город, округ и район регионального совета в округе Файф, Шотландия.
Население населенного пункта составляет 1600 человек (на 2019 год).

## История
На месте, на котором построена приходская церковь, по-видимому, существуют религиозные артефакты, которые были созданы ещё до основания приходской церкви в раннем средневековье, о чём свидетельствует сохранившаяся в церкви крестообразная плита VIII века. Сама приходская церковь была посвящена (в XIII веке) раннехристианскому святому Маэлю Руве из Уэстер-Росса.
Крейл стал королевским городом в 1178 году во время правления короля Вильгельма I Льва. Роберт Брюс разрешил проводить базары по воскресеньям.
Мария де Гиз, впоследствии супруга Якова V, причалила к берегу в Крейле в июне 1538 года после сильного шторма и была гостеприимно принята в старинном особняке замка Балкоми, откуда в сопровождении короля отправилась в Сент-Андрус.
Джон Нокс, посетивший Крейл по пути в Сент-Андрус в 1559 году, был вынужден произнести проповедь в приходской церкви Крейла. После этого протестующие прошли через церковь и уничтожили изображения, которые были созданы предыдущими поколениями, но теперь считались идеологически несостоятельными. В августе 1583 года многие жители Крейла напали на близлежащий замок Уормистон-Хаус, принадлежавший сэру Джону Анструтеру. Они засыпали только что построенные пруды и канавы и уничтожили плантации ясеня. Они были обозлены на сэра Джона, потому что его новые рвы были построены на земле, которую они считали общей землей. Тайный совет Шотландии приказал им восстановить дамбы.
В 2017 году Совет сообщества получил патентную грамоту на щит и герб Крейла. Она была утрачена, когда в 1976 году был упразднён Совет королевского города Крейла.

## Галерея

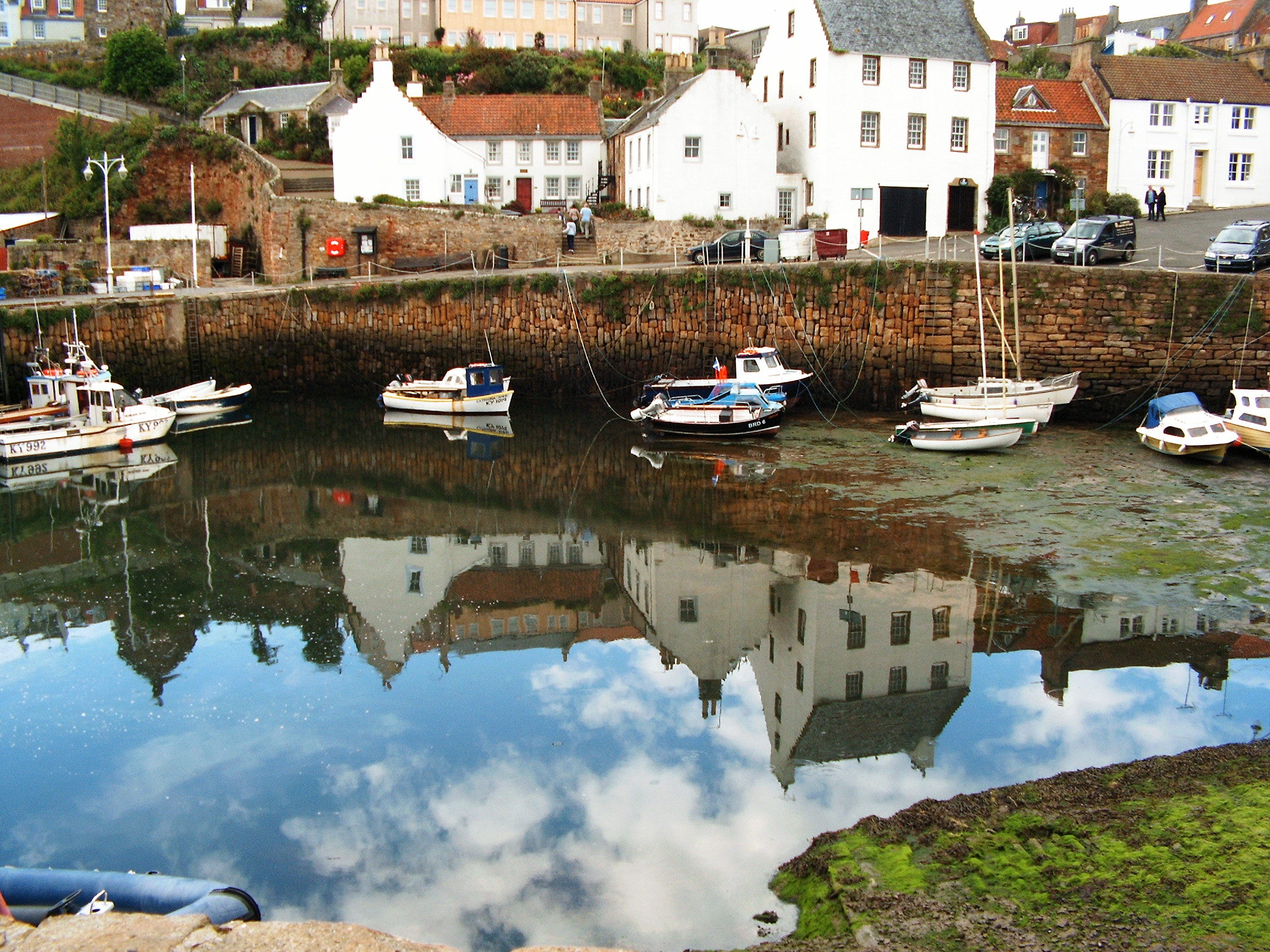
Порт Крейла
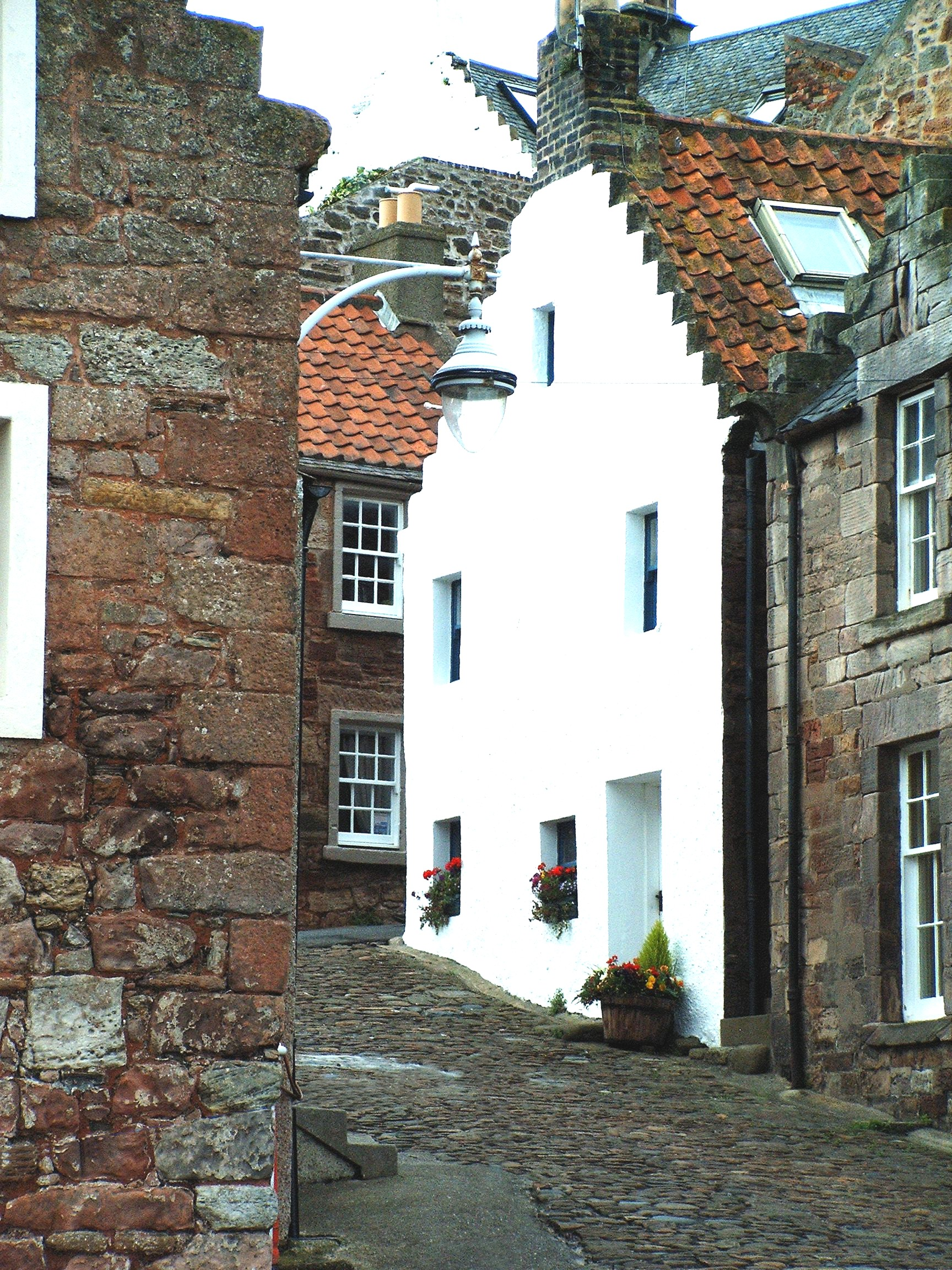
Дом вблизи порта
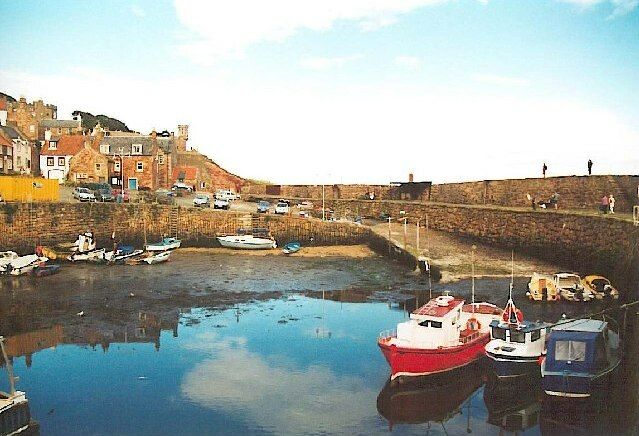
Порт Крейла
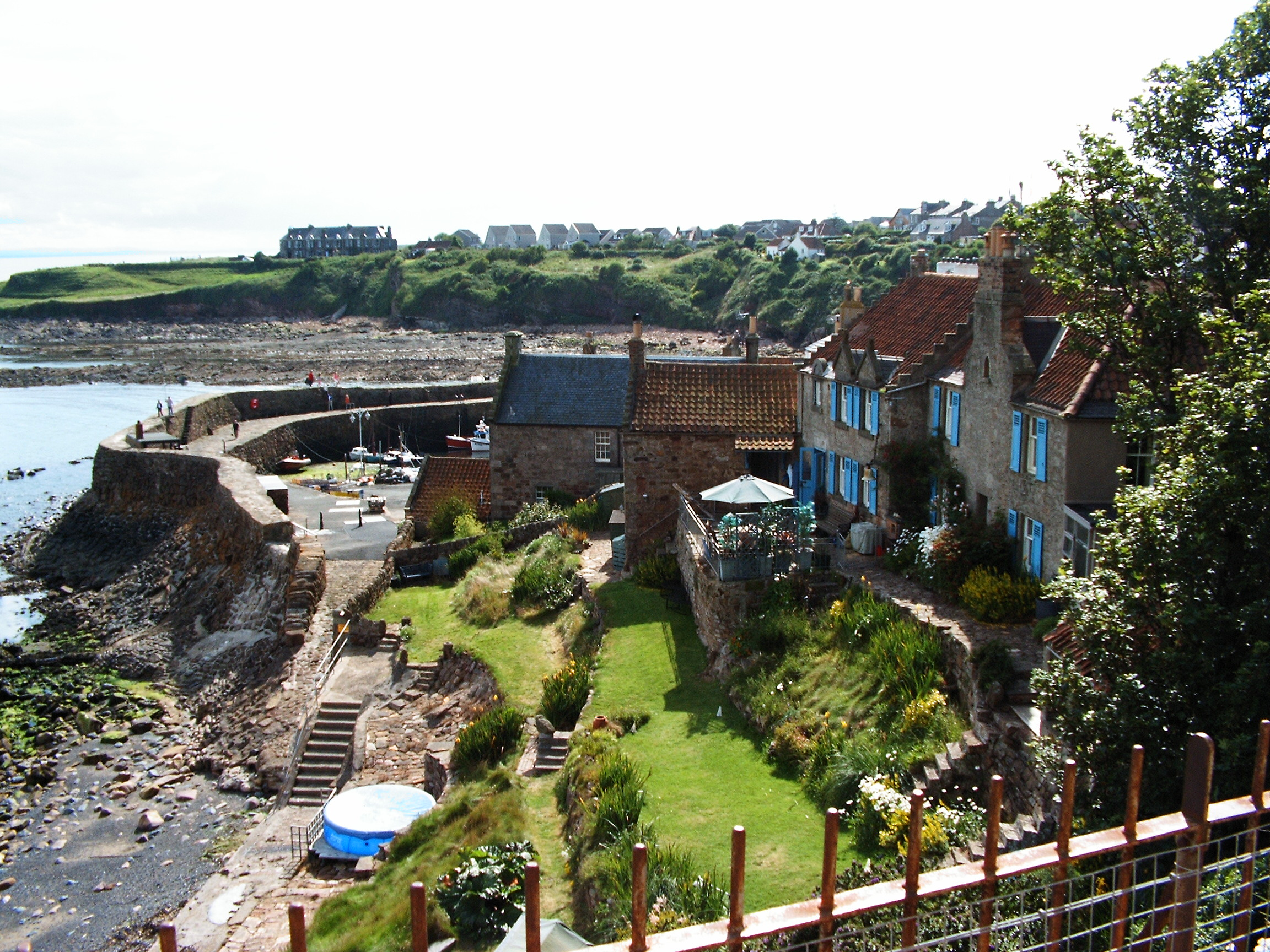
Вид порта с высоты
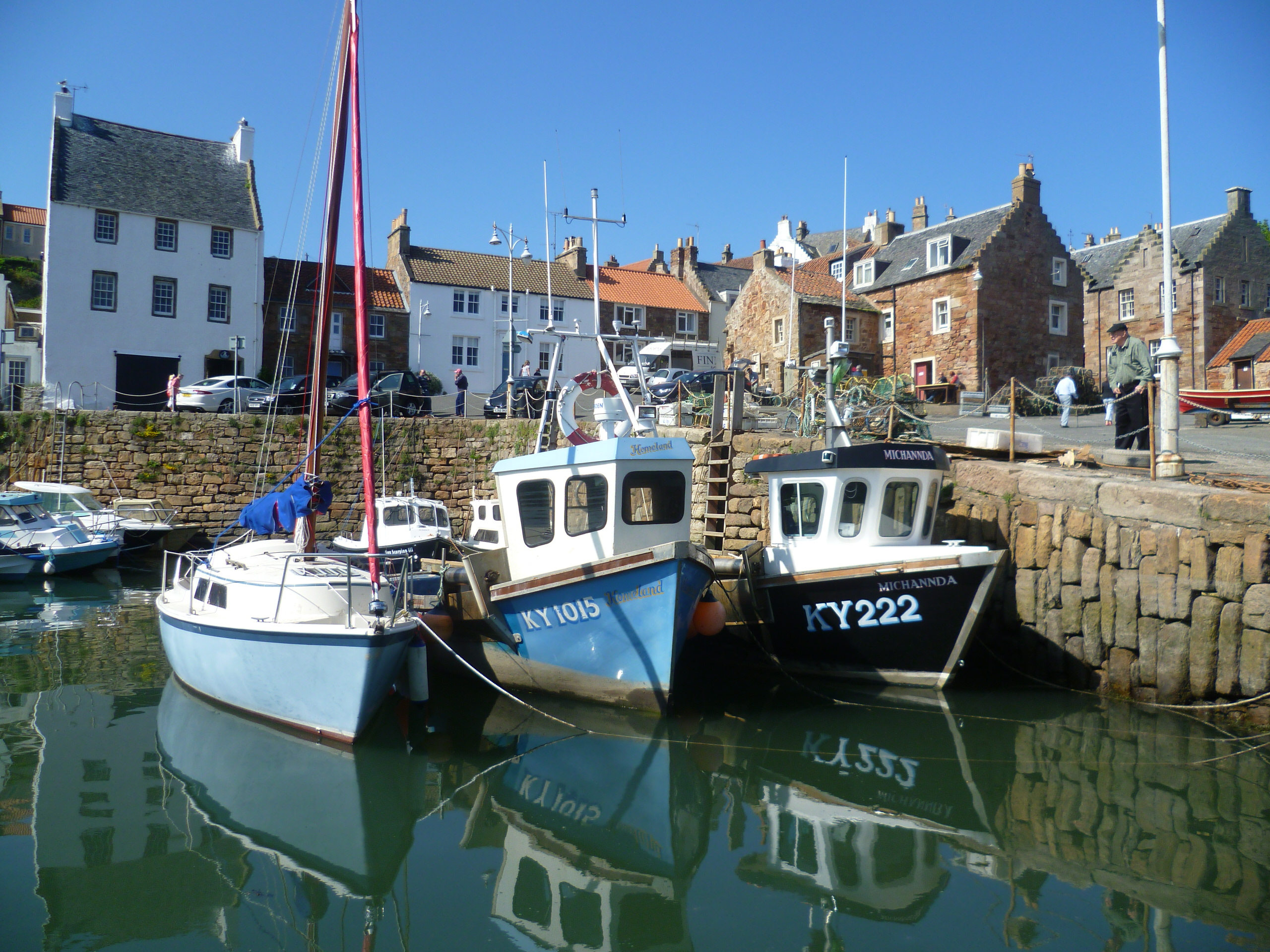
Лодки в порту Крейла